# Ferricopiapite
La ferricopiapite è un minerale appartenente al gruppo della copiapite.